# Eichert (Aue)
Der Eichert bildet zusammen mit dem Heidelsberg ein flaches Bergmassiv südlich des Stadtzentrums von Aue. Der Eichert erreicht eine Höhe von 564 Metern und ist damit die höchste Erhebung der Stadt. Er besteht aus dem harten Material Andalusitglimmerfels. Gleichzeitig sind Teile dieses Bergrückens seit 1920 bebaut und zählen als Ortsgebiet Eichert zum Ortsteil Aue der im Januar 2019 neugebildeten Großen Kreisstadt Aue-Bad Schlema.

## Der Berg Eichert
Bemerkenswert auf dieser Fläche ist der Rote Kamm, eine Quarz-Eisenstein-Verwerfung, die sich weit im Erzgebirge erstreckt und begrünt ist. Der nördliche Bereich des Berges ist bebaut, der südwestliche bewaldet.
Über den Eichert verlief jahrhundertelang die Straße nach Bockau, die Alter Erzengelweg hieß. Erst 1910 wurde die heutige Bockauer Straße angelegt und führt den Verkehr um den Berg herum.

## Das Ortsgebiet Eichert

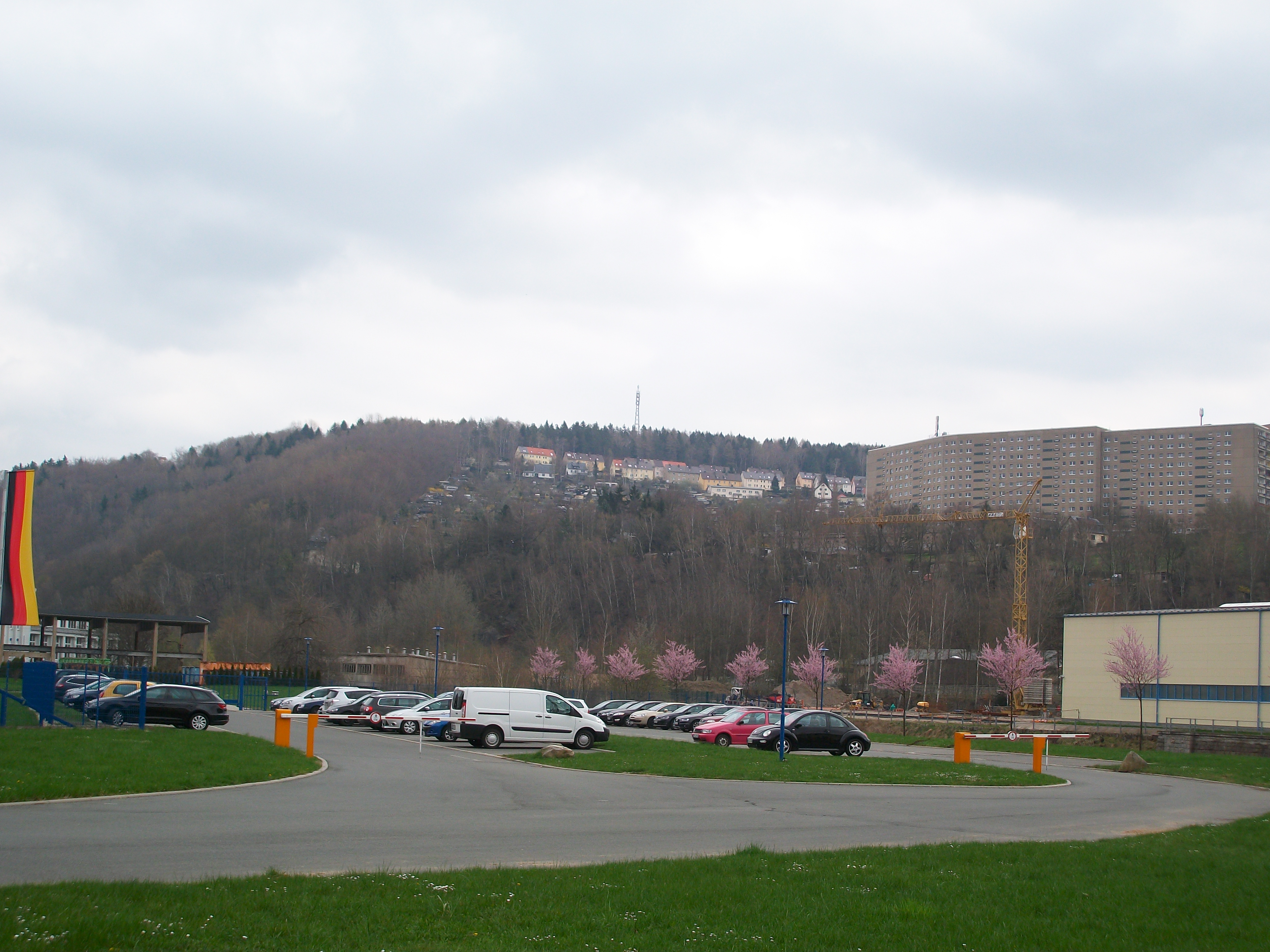
Eichert, von Auerhammer aus gesehen

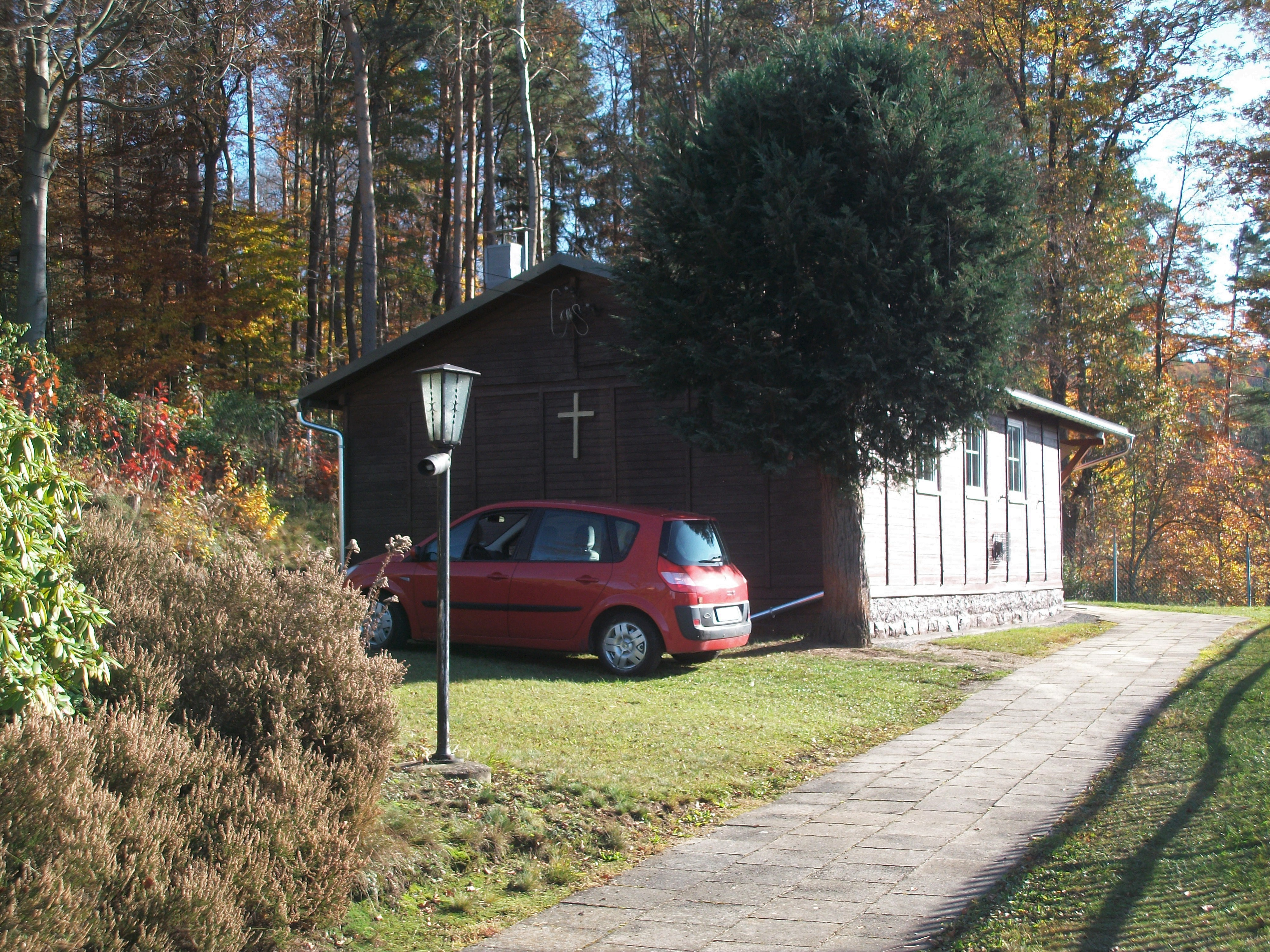
Eichertkapelle

### Wohnbebauung ab 1920
Im Jahr 1920 kaufte die Stadt Aue den Eichert aus dem Besitz des Lauterer Staatsforstes an. Damit standen neue Flächen zur Verfügung, um die Wohnungsnot zu lindern (es gab zu dieser Zeit rund 1.500 Wohnungssuchende in der Stadt). Ab 1920 errichteten auf dem Eichert die städtische Baugesellschaft, ein gemeinnütziger Bauverein, eine Handwerker-Baugenossenschaft und die Siedlungsgenossenschaft ,Eigene Scholle’ eine Reihenhaussiedlung, die den Namen Waldsiedlung Am Eichert erhielt; auch neue Straßen wie der Forstweg entstanden. 1928 wohnten in dieser Siedlung (Oberer Eichert) bereits 1.800 Personen. Bis 1930 waren 1.101 Wohnungen fertiggestellt. Auf dem Eichert wurde 1929 ein Obdachlosenheim errichtet, das 21 Wohnungen für bedürftige Familien bot. Dieses Gebäude (Am Eichert 30) wurde in der NS-Zeit zu einem Feierabendheim, in der DDR-Zeit zu einem Alters- bzw. Seniorenheim umgebaut.
Nach dem Krieg bezogen vor allem angeworbene Bergleute für den Uranerzabbau Wohngebäude auch auf dem Eichert. Bald reichten die Einkaufsmöglichkeiten für Waren des täglichen Bedarfs jedoch nicht mehr aus, so dass die Wismut-Handelsgesellschaft mit einer mobilen Einkaufsmöglichkeit und einem Kiosk Abhilfe schuf; ein Neubau war aber dringend erforderlich. Das Bau- und Montagekombinat (BMK) errichtete nun nach einem Vorbildbau wie in Hoyerswerda an der Straße eine für damalige Verhältnisse hochmoderne Lebensmittel-Verkaufseinrichtung, die sogar ein Wasserbassin für lebende Fische besaß. Die Kaufhalle wurde am 19. Januar 1965 eröffnet. In einem Artikel der Zeitung Neues Erzgebirge hieß es dazu: „Ein lang ersehnter Wunsch der Eichert-Bewohner wurde mit dieser neuen Verkaufsstelle erfüllt. In dieser neuerbauten, auf das modernste eingerichteten und übersichtlichen Verkaufsstelle, die allen Ansprüchen entspricht, können die Einwohner des Stadtteiles Eichert kaufen, was das Herz begehrt. Nicht nur Lebensmittel, Gemüse, Obst und Seifenerzeugnisse, sondern auch Frischfisch, Fleisch- und Wurstwaren sowie Konditoreierzeugnisse sind in großer Auswahl vorhanden, so dass die werktätigen Frauen jetzt alles in einem Laden kaufen können.“ Einige bauliche und Standortmängel wurden in den Folgejahren korrigiert und so gab es diese Einkaufsmöglichkeit noch bis zur Wende, bis zur Abwicklung der Wismut.

### Eichert ab 1990
Im Jahr 2000 ließ die Stadtverwaltung das Altersheim umfassend sanieren und baulich erweitern. Zur Wahrung des Bebauungscharakters beschloss die Ratsversammlung um 2002 eine Erhaltungssatzung mit einem genauen Lageplan der Bauten. Bis zum Jahr 2011 gab es im Wohngebiet die Gaststätte Eichertschänke in der Straße Am Eichert 20, die nach der Wende zunächst ein bulgarisches, dann ein chinesisches Restaurant war. Schließlich musste sie wegen Insolvenz des Eigentümers und Betreibers schließen. Für die Kiezgaststätte wurde per Zwangsversteigerung ein Käufer gesucht und bis zum Jahr 2012 nicht gefunden, dafür zerstörte ein Brand das Innere. Die im Keller befindliche Bar, mit dem inoffiziellen Namen Geisterbar blieb unzerstört, öffnet ihre Räumlichkeiten regelmäßig für die Szenegänger.
Der Erhaltungssatzung folgten im Jahr 2013 Beschlüsse der Stadtverwaltung, die folgendes vorsehen: „Abriss verschlissener und dauerhaft leerstehender Bausubstanz und die Anpassung des Wohnbestandes. Dies sollte selbstverständlich unter Beachtung städtebaulicher Belange erfolgen. Inhalt des Konzeptes sind auch die Verbesserung, Neugestaltung, Nachnutzung und Aufwertung von Freiflächen. Besondere Bedeutung im städtebaulichen Konzept kommt vor allem der Versorgungsfunktion des Wohngebietes zu.“ Für die Eichertschänke heißt es: „Im Rahmen eines künftigen Nutzungskonzeptes für das bestehende Gebäude könnte beispielsweise im Bereich des Erdgeschosses ein Stadtteilzentrum / Begegnungszentrum mit verschiedenen der Versorgung des Gebietes dienenden Nahversorgungseinrichtungen entstehen (z. B. Konsum, Post, Fleischer- / Bäckerfiliale usw.). Die oberen Geschosse des Gebäudes könnten als Wohnungen oder auch als Pension genutzt werden. Da sich das Gebäude zum Bereich des ILE (=Integrierte ländliche Entwicklung)-Fördergebietes gehjört, könnte ein Teil der Finanzierung möglicherweise über entsprechende Zuwendungen realisiert werden.“ Da alle Versuche eines Weiterbetriebs der Lebensmittelhalle fehlgeschlagen waren, entstanden Überlegungen, wie der Standort anderweitig genutzt werden kann. „...Er würde sich für die Schaffung zusätzlicher Pkw-Stellplätze eignen, welche auch die allgemeine Parksituation verbessern würde, denn die Chancen, einen Investor […] zu finden, dürften derzeit allerdings als gering einzuschätzen sein.“ Im Mai 2019 verkündete die Stadtverwaltung nun dass, die Kaufhalle komplett abgerissen werde.
Weitere Planungen betreffen die Verbesserung der Nahversorgung in bestehenden Gebäuden oder die Eröffnung eines Nachbarschaftsladens. Schließlich gehen die Ideen dahin, einen „kleinen Marktplatz unter Beteiligung leistungsfähiger Großhändler von Aue“ einzurichten.
Auf der Langwiese auf dem Eichert wurde am 24. März 2014 ein neu gestalteter Mehrgenerationenspielplatz offiziell eingeweiht. Er ist mit Bänken, herkömmlichen Spielgeräten für Kinder und Jugendliche sowie mit Geräten für Erwachsene zur Verbesserung der Beweglichkeit und Koordination ausgestattet (Schultertrainer, Walker und Massagegeräte für Rücken sowie Hände, Arme und Beine). Die Stadtverwaltung hat für den ersten derartigen Platz in Aue zirka 30.000 Euro investiert. Rund 85 Prozent des Betrages kamen aus dem ILE-Programm der EU und des Freistaats Sachsen.
In der Straße der Freundschaft 1 befindet sich die Kita Villa Kunterbunt. Die Kindergruppen beteiligen sich an dem alle zwei Jahre stattfindenden Wettbewerb Haus der kleinen Forscher und konnten diese Plakette erstmals im Jahr 2017 gewinnen. Im März 2019 ist ihnen die Titelverteidigung gelungen, die Kinder hatten sich intensiv mit der Thematik Müll (u. a. Vermeidung, Recycling) beschäftigt.

### Wohngebiet Unterer Eichert und Kleingärten
Im Jahr 1964 begann die Bebauung an den unteren Ausläufern des Berges (am Unteren Eichert) mit einfachen Wohngebäuden: viergeschossige Plattenbauten mit 370 Wohnungen, bis 1981 folgten weitere typische elfgeschossige Betonplattenbauten. Diese fügen sich zwar nicht besonders vorteilhaft in das Stadtbild, bieten den Bewohnern jedoch die damals übliche Wohnqualität mit Zentralheizung, warmem Wasser – und besitzen eine gute Aussicht.
An den steilen Flanken des Eichert, die nach Auerhammer hin abfallen, wurde auf Initiative eines Naturheilvereins in den 1920er Jahren die Schrebergartenanlage Am Eichert mit je etwa 300 m² großen Parzellen angelegt, die noch im 21. Jahrhundert als Gartenanlage genutzt wird und dem Kleingartenverein Aue Eichert 1 e.V. gehört.
Im Unteren Eichert hat sich ab den späten 1990er Jahren ein Gewerbegebiet entwickelt (An der Bockauer Talstraße), in welchem inzwischen 14 Unternehmen ansässig sind. Am 11. Mai 2019 führen sie alle zusammen mit der Stadtverwaltung erstmals ein gemeinsames Frühjahrsfest im Gewerbegebiet durch, sie werden hier ihre Produkte, Dienstleistungen, Ausbildungs- und Karrieremöglichkeiten präsentieren. Ein Autohaus hat für Besucherkinder außerdem einen Wettbewerb ausgerufen unter dem Titel Wie sieht das coolste Zukunftsauto aus?.